# Hovid
Hovid is een plaats in de gemeente Sundsvall in het landschap Medelpad en de provincie Västernorrlands län in Zweden. De plaats heeft 229 inwoners (2005) en een oppervlakte van 35 hectare. De plaats ligt op het noordpunt van het eiland Alnön en grenst gedeeltelijk aan de Botnische Golf. In de plaats werd in de jaren 60 van de 19de eeuw een houtzagerij opgericht, deze zagerij werd gesloten in 1943.